# 王道成 (崇禎進士)
王道成（？—？），山西平陽人，明末清初政治人物。

## 生平
崇禎十六年癸未科進士，甲申京城陷，即降順，首授贵州防御使。四月十九日，道成单骑至州，州中人皆请命，相视不敢动云。後降清，順治五年任浙江參議